# Nisjapoer
Nisjapoer of Neyshabur (Perzisch: نیشابور; meerdere spellingsvarianten in het Nederlands) is een stad in het noordoosten van Iran. De stad ligt ten zuidwesten van de stad Mashhad aan de voet van het Binaludgebergte in de regio Khorasan. De bevolking bedraagt 240.000 personen (2011).

## Geschiedenis
De stad is volgens overlevering gesticht door Sjapoer I, de koning van de Sassaniden in de derde eeuw. De stad was een belangrijke handelspost op de zijderoute. Nabij de stad bevinden zich turkooismijnen, die de wereld voorzagen van deze halfedelstenen.
In de negende eeuw won de stad opnieuw aan belang onder de Tahiriden. Omstreeks het jaar 1000 behoorde Nisjapoer met een geschatte omvang van 125.000 inwoners zelfs tot de tien grootste steden ter wereld. De eerste heerser van de Seltsjoeken, Toghrül, maakte Nisjapoer in 1037 tot de hoofdstad van zijn sultanaat. Later trokken de Seltsjoeken verder naar het westen en nam Nisjapoer in belang weer af.
In 1048 werd hier de dichter en wetenschapper Omar Khayyam geboren. Hij is ook hier begraven.

### Verovering door de Mongolen
Tijdens de invallen van de Mongolen in de dertiende eeuw werd Nisjapoer - net als andere delen van Iran en het Midden-Oosten zwaar beschadigd. In 1221 nam Tolui, zoon van Dzjengis Khan, de stad in na een belegering. Uit wraak voor het doden van zijn zwager, door een boogschutter op de muren van Nisjapoer, liet de veldheer de stad systematisch uitmoorden en de hoofden van mannen, vrouwen, kinderen en honden op aparte stapels verzamelen. Het precieze aantal doden is niet bijgehouden, maar volgens de overlevering kwamen zo'n 1,7 miljoen personen om bij de slachting.

### Treinramp 2004
Op 18 februari 2004 ontplofte nabij Nisjapoer een trein met ammoniumnitraatkunstmest die eerder in brand was geraakt, na op hol te zijn geslagen en 50 kilometer zonder locomotief te hebben afgelegd. Circa 320 mensen kwamen hierbij om, veelal brandweerlieden en mensen die met blus- en reddingswerk bezig waren. Onder de 51 vrachtwagons in de trein waren er 7 geladen met ammoniumnitraat.
Vijf dorpen in de naaste omgeving, merendeels bestaande uit huizen met muren van klei, werden grotendeels verwoest. Seismologen registreerden de ontploffing als een aardschok met een sterkte van 3,6 op de Schaal van Richter.